# Мартин (филм из 1977)
Мартин (енгл. Martin), познат и под насловом Вампир (енгл. Wampyr), амерички је психолошки хорор филм из 1977. године, редитеља и сценаристе Џорџа Ромера. Главне улоге тумаче Џон Амплас, Линколн Мејзел, Кристин форест и Том Савини, који је радио и специјалне ефекте. Радња прати проблематичног младића, који за себе верује да је вампир. Ромеро је у више наврата изјавио да му је ово омиљени филм од свих које је режирао.
Филм је сниман током 1976, а премијерно је приказан на Филмском фестивалу у Кану, 10. маја 1977. Италијански редитељ Дарио Арђенто прилагодио је филм европском тржишту, након чега је дистрибуиран под насловом Вампир. Продукцијска кућа Лајонсгејт је 9. новембра 2004. објавила и ДВД издање. Мартин је добио позитивне оцене критичара и на сајту Ротен томејтоуз оцењен је са 91%. Године 2015. добио је награду Бостонског друштва филмских критичара за најбоље поновно откриће.

## Радња
Проблематични младић по имену Мартин путује возом из Индијанаполиса за Питсбург. Он за себе верује да је вампир и због тога убија једну жену у возу, како би јој попио крв. Мартин долази у посету свом старијем рођаку Татеху Куди, који живи са својом унуком Кристином. Куда се брине да ће Кристина постати нова Мартинова жртва...

## Улоге
| Глумац                | Улога          |
| --------------------- | -------------- |
| Џон Амплас            | Мартин Матијас |
| Линколн Мејзел        | Татех Куда     |
| Кристин Форест        | Кристина       |
| Елајн Надеј           | Аби Сантини    |
| Том Савини            | Артур          |
| Сара Венабл           | жртва у кући   |
| Френ Мидлтон          | жртва у возу   |
| Роџер Кејн            | Луис           |
| Џорџ Ромеро           | отац Хауард    |
| Џ. Клифорд Форест мл. | отац Зулемус   |
| Тони Буба             | дилер дроге    |
| Паскел Буба           | дилер дроге    |
| Клејтон Макинон       | дилер дроге    |